# Diplazon prolatus
Diplazon prolatus är en stekelart som beskrevs av Dasch 1964. Diplazon prolatus ingår i släktet Diplazon och familjen brokparasitsteklar. Inga underarter finns listade i Catalogue of Life.